# The Paramour Sessions
The Paramour Sessions é o quinto álbum de estúdio da banda estadunidense de rock Papa Roach, lançado a 12 de setembro de 2006.

## Faixas
| N.º | Título                      | Compositor(es)            | Música                     | Duração |  |
| 1.  | "...To Be Loved"            | Jacoby Shaddix            | Tobin Esperance            | 3:03    |  |
| 2.  | "Alive (N' Out Of Control)" | J. Shaddix                | T. Esperance               | 3:22    |  |
| 3.  | "Crash"                     | J. Shaddix                | T. Esperance, Jerry Horton | 3:21    |  |
| 4.  | "The World Around You"      | J. Shaddix, David Buckner | T. Esperance               | 4:35    |  |
| 5.  | "Forever"                   | J. Shaddix, J. Buckner    | T. Esperance, J. Horton    | 4:06    |  |
| 6.  | "I Devise My Own Demise"    | J. Shaddix                | T. Esperance               | 3:36    |  |
| 7.  | "Time Is Running Out"       | J. Shaddix                | T. Esperance               | 3:23    |  |
| 8.  | "What Do You Do?"           | J. Shaddix, J. Buckner    | T. Esperance               | 4:22    |  |
| 9.  | "My Heart Is A Fist"        | J. Shaddix                | T. Esperance, J. Horton    | 4:58    |  |
| 10. | "No More Secrets"           | J. Shaddix                | T. Esperance, J. Horton    | 3:15    |  |
| 11. | "Reckless"                  | J. Shaddix, J. Buckner    | T. Esperance               | 3:34    |  |
| 12. | "The Fire"                  | J. Shaddix                | T. Esperance, J. Horton    | 3:32    |  |
| 13. | "Roses On My Grave"         | J. Shaddix                | T. Esperance               | 3:13    |  |

## Faixas Bônus
- "Scars" (Papa Roach: Live & Murderous in Chicago) (faixa bônus para Reino Unido)
- "SOS" (faixa bônus para Reino Unido e Estados Unidos) – 2:42
- "Scars" (versão em espanhol) (faixa bônus para México)
- "The Addict" (faixa bônus para iTunes) - 3:27